# Kamikaze kaitō Jeanne
Pour les articles homonymes, voir KKJ.
 (juillet 2020).
Si vous disposez d'ouvrages ou d'articles de référence ou si vous connaissez des sites web de qualité traitant du thème abordé ici, merci de compléter l'article en donnant les références utiles à sa vérifiabilité et en les liant à la section « Notes et références ».
Kamikaze kaitō Jeanne ou KKJ (神風怪盗ジャンヌ, Kamikaze kaitō Jannu, en français : Jeanne la voleuse kamikaze, en anglais : Phantom Thief Jeanne) est un shōjo manga d'Arina Tanemura. Il est prépublié entre février 1998 et juillet 2000 dans le magazine Ribon et est compilé en un total de sept tomes. La version française est publiée par Glénat depuis juillet 2014.
Une adaptation en série d'animation de 44 épisodes produite par le studio Toei Animation est diffusée entre février 1999 et janvier 2000 sur TV Asahi.

## Situation
On approche de l'an 2000. Le pouvoir de Kami-sama (Dieu) est bloqué sur Terre, et s'il ne récupère pas assez d'énergie avant l'an 2000, il mourra. Mahou (le démon), qui n'attend que ça, envoie ses hommes récupérer l'énergie qui se trouve sous forme de pièces de jeu d'échecs.
La jeune Maron Kusakabe, âgée de 16 ans, est une étudiante comme les autres, si ce n'est que, avec l'aide de l'ange Fin Fish, elle peut se transformer et devenir la réincarnation de Jeanne d'Arc, pour chasser les démons qui se camouflent dans les œuvres d'art. Quand un démon est vaincu, l'œuvre disparaît et est remplacée par un dessin angélique (dans le manga) ou en pièce d'échec (dans l'anime). Ce remplacement a valu à Jeanne le surnom de Kaitou (voleuse mystérieuse).
La meilleure amie de Maron est Miyako, la fille d'un officier de police qui poursuit Jeanne. Maron tombera amoureuse de Chiaki Nagoya, qui chasse lui aussi secrètement les démons sous le nom de Kaitou Sinbad.

## Personnages
Maron Kusakabe, une belle lycéenne de 16 ans, est la réincarnation de Jeanne d'Arc, et peut se transformer à l'aide d'un rosaire et grâce au petit Miroir, elle peut détecter les alliés du Diable pour aider les cœurs que les démons prennent pour avoir de l'énergie. Elle vit seule avec Fin, et ses parents sont divorcés, ce qui fait qu'après ses airs un peu enfantins, on s'aperçoit qu'elle a beaucoup de force morale, et elle est indépendante de quoi que ce soit, même si de temps à autre elle va chez Miyako. D'ailleurs, elle pense toujours être seule sans pouvoir faire confiance à qui que ce soit, ce qui lui risquera à plusieurs reprises la vie. D'abord méfiante envers son égard de pervers, elle deviendra au fil du temps amoureuse de Chiaki/Sinbad. Elle fait de la gymnastique rythmique avec Miyako, avec qui elle est amie depuis la maternelle et qui pourchasse Jeanne pour prouver qu'elle peut protéger Maron.
Miyako Toudaijii est la meilleure amie de Maron et est la fille du détective chargé d'attraper Jeanne (elle ne sait pas que c'est sa meilleure amie). Elle fait de la gymnastique rythmique avec Maron. Elle se fera posséder plusieurs fois, son père et son frère aussi. Elle veut absolument capturer Jeanne pour prouver à Maron qu'elle peut la protéger et croit payer une dette si elle réussissait car à quelques moments de sa vie, elle voyait Maron comme sa joyeuse protectrice, malgré le fait que celle-ci soit "faible". Elle ne découvrira l'identité de son amie qu'à la fin, quand elle se fera kidnapper par Fin.
Fin Fish est un ange qui doit aider Maron/Jeanne à sceller les démons pour devenir un ange de première classe. Fin est celle qui a offert à Maron le Rosaire et le petit Miroir. Elle donne le pouvoir à Maron de se transformer, puis de sceller les démons et lui fait apprendre que la réincarnation de la fameuse Mulan française, Jeanne d'Arc, n'est autre qu'elle, un mois avant le début de l'histoire. C'est parfois elle qui récupère le démons scellés en pièce d'échecs et elle partira à la fin de la 1re saison, achevant la 1re partie de l'histoire. Quand elle revient, après avoir prétendu rapporter l'énergie de tous les démons scellés à Dieu, elle s'est transformée en ange ténébreuse (Da-Tenshi). Dans le manga, avant de devenir une demi-ange, elle avait été assassinée par son frère et un jour, Dieu lui a demandé de descendre sur Terre. Elle passa dans une église et vit une personne scellée dans de l'eau bénite. Elle la libéra et reconnu son frère meurtrier qui, en la reconnaissant lui aussi, l'attaqua. Elle perdit alors le contrôle de ses pouvoirs et détruisit la ville. Elle fut donc bannie et le Diable l'accepta parmi ses sujets, devenant ainsi une ange ténébreuse.
Dans l'animé, en allant à un rendez-vous très important avec Dieu et accompagnée par Access Time qui voulait lui aussi aller sur Terre, elle se fait kidnapper par une bulle sombre qui n'est autre que le Diable lui-même et qui la transforme en ange ténébreuse puis lui redonne son ancienne apparence en lui faisant oublier son intervention. Depuis, elle croit qu'Access est un ennemi et prétend à Maron que Sinbad et Access sont des ennemis, partisans du Diable. Maron la sauvera de l'emprise du mal.
Chiaki Nagoya est un beau camarade de classe de Maron et de Miyako. C'est un pervers et un garçon prétentieux qui sauve parfois Maron et Miyako de certaines situations délicates. Il peut se transformer en Kaitou Sinbad pour sceller les démons. Maron croit qu'il veut rapporter l'énergie gagnée au Diable. En réalité, quand Access est descendu sur Terre pour reconvertir Fin et protéger Jeanne, Chiaki était le seul humain à pouvoir le voir et accepta la mission en s'enfuyant de la maison de son père et en logeant près de Maron qui a deviné sa véritable identité de Jeanne. Pour pouvoir la stopper et aider Access, il essaye d'abord de faire en sorte que la cambrioleuse tombe amoureuse de lui pour qu'elle abandonne cette mission périlleuse. Mais sans s'en rendre compte, celui-ci a des sentiments pour la jeune fille et au fil du temps, préférera la secourir plutôt que sceller les démons à sa place. Il n'osera pas dire la vérité devant Maron qui l'aime et qu'elle aime. Il se fera démasquer à cause de Noin, qui utilisera une bague magique offerte en double pour Maron et Chiaki pour que la barrière de Dieu qui protège Jeanne se brise.
Access Time est l'ange de Chiaki/Sinbad et est amoureux de Fin Fish. Dans l'animé, il est témoin de l'enlèvement de son amie Fin et se rendant compte de la situation, va rapporter les faits à Dieu, qui décide de l'envoyer protéger Jeanne. Il rencontre Chiaki, qui, étant le seul humain à part Jeanne qui peut le voir, va l'aider dans sa quête.
Iinchou  fait  partie du groupe Maron/Chiaki/Miyako. Amoureux de Maron, il est très timide malgré le fait qu'il soit l'héritier d'une entreprise familiale.
Pakkyalamao-sensei est la professeure principale de la classe et la professeure de gymnastique rythmique de Maron.